# Macroscelesia
Macroscelesia is een geslacht van vlinders uit de familie van de wespvlinders (Sesiidae), onderfamilie Sesiinae.
Macroscelesia is voor het eerst wetenschappelijk beschreven door George Francis Hampson in 1919. De typesoort is Melittia longipes.

## Soorten
Macroscelesia omvat de volgende soorten:
- Macroscelesia aritai Kallies & Garrevoet, 2001
- Macroscelesia diaphana Gorbunov & Arita, 1995
- Macroscelesia elaea (Hampson, 1919)
- Macroscelesia formosana Arita & Gorbunov, 2002
- Macroscelesia japona (Hampson, 1919)
- Macroscelesia longipes (Moore, 1877)
- Macroscelesia owadai Arita & Gorbunov, 2000
- Macroscelesia sapaensis Kallies & Arita, 2004
- Macroscelesia vietnamica Arita & Gorbunov, 2000